# Vendia
Genre
Espèces de rang inférieur
- † Vendia sokolovi Keller, 1969 (espèce type)
- † Vendia rachiata  Ivantsov[1], 2004

Vendia est un genre éteint de petits animaux marins benthiques ayant vécu durant l'Édiacarien, il y a environ entre 635 et 540 Ma (millions d'années). Vendia appartient à l'embranchement des proarticulés et à la classe des Vendiamorpha.

## Description
Ce sont des animaux de forme ovale, de petite taille (4,5 à 12,5 millimètres de long). Leur corps présente deux rangées de segments qui se disposent de façon alternée par rapport à l'axe de symétrie bilatérale de l'animal. Chaque segment est arqué vers l'arrière et se termine par un appendice latéral.

## Espèces et répartition géographique
Deux espèces sont rattachées au genre Vendia :

### Vendia sokolovi
Elle n'est connue que par un seul spécimen, découvert dans une carotte prélevée lors d'un forage dans les années 1960 dans la partie sud de la région d'Arkhangelsk en Russie, le genre et l'espèce ont été décrits par Boris Keller en 1969.
Ce fossile est long de 11 millimètres et présente 7 segments de chaque côté du corps,.

### Vendia rachiata
Cette espèce n'est connue que dans la vallée de la rivière Solza dans la péninsule d'Onega sur les bords de la mer Blanche dans la région d'Arkhangelsk.
Ce fossile, long de 12,5 millimètres ne montre que cinq paires de segments qui se pincent rapidement vers l'arrière.
Une troisième espèce avait été décrite par A. Yu. Ivantsov en 2001 : Vendia janae découverte elle aussi sur la côte de la mer Blanche à Zimnie Gory au nord de la ville d'Arkhangelsk. Le même Ivantsov l'assigne en 2004 à un nouveau genre qu'il crée pour cette espèce : Paravendia janae.
Paravendia diffère du genre Vendia par des segments beaucoup plus arqués et pointus dont les extrémités se rejoignent toutes au niveau de l'arrière de l'animal. Les deux genres appartiennent à la même famille des Vendiidae.